# A Night with Lou Reed
A Night with Lou Reed je záznam z koncertu Lou Reeda ze dne 28. února 1983. Koncert byl nahrán v Bottom Line v New York City. Záznam původně vyšel v roce 1991 na VHS. Album obsahuje, mimo sólových Reedových skladeb, i skladby skupiny The Velvet Underground, které napsal taktéž Lou Reed. V roce 1999 zánam vyšel na DVD.

## Seznam skladeb
Všechny skladby napsal(i) Lou Reed. 
| Pořadí | Název                       | Délka |
| ------ | --------------------------- | ----- |
| 1.     | Sweet Jane                  | —     |
| 2.     | I'm Waiting for the Man     | —     |
| 3.     | Martial Law                 | —     |
| 4.     | Don't Talk to Me about Work | —     |
| 5.     | Women                       | —     |
| 6.     | Waves of Fear               | —     |
| 7.     | Walk on the Wild Side       | —     |
| 8.     | Turn Out the Light          | —     |
| 9.     | New Age                     | —     |
| 10.    | Kill Your Sons              | —     |
| 11.    | Satellite of Love           | —     |
| 12.    | White Light/White Heat      | —     |
| 13.    | Rock & Roll                 | —     |

## Sestava
- Lou Reed – kytara, zpěv
- Robert Quine – kytara
- Fernando Saunders – baskytara
- Fred Maher – bicí